# 松杉树芝
松杉树芝(Ganoderma tsugae Murr)是灵芝菌科灵芝属的一种真菌。在长白山一带有广泛的分布，生于红松、落叶松的树干部、基部、枯立木、倒伐木或伐桩上。其为食、药两大型真菌，在中药上用于活血。